# Вишталюк Валентин Юрійович
Валентин Юрійович Вишталюк (нар. 23 липня 1978, Вінниця, УРСР) — український футболіст, захисник. Виступав у вищидих дивізіонах чемпіонату Молдови, Азербайджану та Узбекистану.

## Життєпис
Футбольну кар'єру розпочав у сезоні 1995/96 років виступами в аматорській «Ниві-2» (Вінниця). Влітку 1996 року підписав перший професіональний контракт, з «Россю». У футболці білоцерківського клубу дебютував 1 вересня 1996 року в нічийному (1:1) домашньому поєдинку 4-о туру групи А Другої ліги проти мукачевських «Карпат». Валентин вийшов на поле на 43-й хвилині, замінивши В'ячеслава Голосника. У команді відіграв неповний сезон, за цей час у Другій лізі провів 15 матчів. потім грав за інший друголіговий колектив, «Полісся» (Житомир), за який зіграв 6 матчів у Другій лізі та 2 поєдинки у кубку України. У вересні 1997 року перебрався у «Папірник». Дебютним голом на професіональному рівні відзначився 24 вересня 1997 року на 11-й хвилині переможного (1:0) домашнього поєдинку 11-о туру групи А Другої ліги проти київського «Динамо-3». Вишталюк вийшов на поле в стартовому складі та відіграв увесь матч. У складі «Папірника» зіграв 20 матчів (3 голи) в Другій лізі та відзначився 5-а голами.
Під час зимової перерви сезону 1998/99 років перебрався у «Вінницю». Дебютував у футболці «городян» 8 квітня 1999 року в програному (0:1) виїзному поєдинку 22-о туру Першої ліги проти олександрійської «Поліграфтехніки». Валентин вийшов на поле на 87-й хвилині, замінивши Олександра Бабійчука. Дебютним  голом відзначився 26 липня 2002 року на 73-й хвилині нічийного (1:1) домашнього поєдинку 4-о туру Першої ліги проти донецького «Шахтаря-2». Вишталюк вийшов на поле в стартовому складі та відіграв увесь матч. У команді провів три з половиною сезони, за цей час у чемпіонатах України зіграв 79 матчів (2 голи), ще 7 матчів зіграв у кубку України. За цей період грав у фарм-клубі вінничан та в оренді за «Ниву-2» (на той час — «Нива» Вінниця), «Поділля» (Хмельницький) та «Систему-Борекс» (Бородянка).
У сезоні 2003/04 років виступав за «Ністру» (Атаки) в Національному дивізіоні Молдови (8 матчів). Сезон 2004/05 років відіграв у друголіговій «Бершаді». У 2005 році виїхав до Азербайджану, де грав у клубі Прем'єр-ліги «МКТ-Араз». У 2007 році зіграв 1 матч в аматорському чемпіонаті України за «Авангард» (Сутиски). 2008 рік провів в друголіговому українському клубі «Ниву» (Тернопіль), також виступав за «Кизилкум» у Суперлізі Узбекистану (12 матчів). 
На початку вересня 2009 році перейшов в овідіопольський «Дністер», у футболці якого за півтора сезони в Першій лізі зіграв 39 матчів (1 гол) та 1 матч у кубку України. Під час зимової перерви сезону 2010/11 років завершив кар'єру професіонального футболіста. З 2011 по 2018 рік грав за «Сокіл» (Гайсин), «Локомотив» (Козятин), «Патріот» (Тульчин), «Агро-Астра» (Рачки) у чемпіонаті Вінницької області. У 2013 році виступав за «Керамік» (Баранівка) в чемпіонаті Житомирської області. У 2015 році зіграв 2 матчі в аматорському чемпіонаті України за «Патріот» (Кукавка). 